# Thomas Townsend Brown
Thomas Townsend Brown, ameriški fizik, * 18. marec 1905, Zanesville, Ohio, ZDA, † 22. oktober 1985, Avalon, otok Catalina, Kalifornija.

## Življenje in delo
Njegova starša sta bila Lewis K. in Mary Townsend Brown. Že v zgodnji mladosti si je zamišljal nenavadne poskuse in z njimi velikokrat ujezil sosede in policijo. Med 1. svetovno vojno je s svojo anteno in sprejemnikom lovil radijske signale iz Nemčije. Ker so se bali, da bi lahko tudi oddajal, so mu prepovedali uporabo antene.
Leta 1921 si je Brown v New Yorku pri Leeju DeForestu kupil vakuumsko cev. Doma si je z njo izdelal oddajnik in je vsak dan do 11. ure zvečer oddajal glasbo, čeprav so že eno uro prej ugasnili električni generator na bližnji Univerzi Dennison v Granvilleu. Tedaj sta v ZDA delovali le še dve radijski postaji.
Istega leta je pri raziskovanju s Coolidgeovo rentgensko cevjo odkril Biefeld-Brownov pojav. Coolidgeva cev je vakuumska cev z dvema nesimetričnima elektrodama. Brown je opazil, da je na cev delovala sila, ko jo je prižgal. Silo ni povzročala rentgenska svetloba ampak novo odkriti pojav.
Ko se je družina preselila v Pasadeno se je vpisal na Kalifornijski tehnološki inštitut. Na začetku sta mu fizika in kemija delala težave in začel je razmišljati o gravitacijskih valovih. Znani fizik Millikan, takrat predstojnik inštituta, mu je predlagal, naj najprej dokonča študij.
Pozneje je Brown od leta 1923 deloval z Biefeldom na Univerzi Dennison v astrofizikalnem raziskovalnem laboratoriju. Biefeld je bil Einsteinov prijatelj v Zürichu, še preden sta oba pribežala v ZDA. Leta 1930 se je Brown pridružil ameriški mornarici in sodeloval pri mnogih znanstvenih programih.